# Monitor Action Group

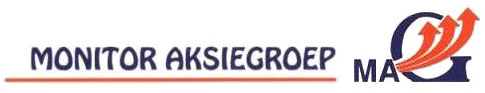
Ehemaliges Logo von MAG

Die Monitor Action Group (MAG; in eigener Darstellung weiterhin afrikaans Monitor Aksiegroep, auch deutsch Monitor Aktionsgruppe) ist eine 1991 gegründete konservative politische Partei in Namibia. Sie ging aus der National Party of South West Africa (NPSWA) und Teilen der Action Christian National (ACN) hervor.
Von der Gründung bis 2013 war Kosie Pretorius Parteivorsitzender. Von ihm übernahm Gernot Schaaf. Aktuell (Stand Juli 2024) ist Willie Oosthuizen der Vorsitzende.
Die offiziellen Darstellungen der Partei finden weiterhin fast ausschließlich in Afrikaans statt.
Die Monitor Aksiegroep war von 1994 bis 2010 im Parlament Namibias mit jeweils einem Abgeordneten vertreten. Bei der Parlamentswahl 2019 trat sie erstmals seit Gründung nicht an.
Die Partei hat seit Wiederwahl 2020 weiterhin einen Sitz in der Kommunalverwaltung der Gemeinde Outjo inne.

## Wahlergebnisse

### Parlament
| Parlamentswahl | Stimmenanteile | Sitze |
| -------------- | -------------- | ----- |
| 2014           | 0,34 %         | 0/96  |
| 2009           | 0,58 %         | 0/72  |
| 2004           | 0,80 %         | 1/72  |
| 1999           | 0,67 %         | 1/72  |
| 1994           | 0,82 %         | 1/72  |

### Präsident
| Präsidentschaftswahl | Kandidat        | Stimmen | Stimmenanteil |
| -------------------- | --------------- | ------- | ------------- |
| 2004                 | Kosie Pretorius | 9378    | 1,15 %        |

### Kommunen
| Kommunalwahl | Sitze |
| ------------ | ----- |
| 2020         | 1/345 |
| 2015         | 1/378 |
| 2010         |       |